# 김승진 (가수)
김승진(金陞振, 1968년 12월 31일 ~ )은 대한민국의 가수, 배우이다.

## 생애
고등학교 2학년 때(1985년) 1집 앨범 오늘은 말할거야로 솔로 가수 첫 데뷔하였다. 그는 1980년대 후반에 가수 박혜성, 가수 김명철과의 라이벌 라인으로 유명한 화제를 불러일으켰다.

## 인간 관계
- 절친한 친구로 싱어송라이터 겸 음악 프로듀서 김준선이 있다.

## 학력
- 대일외국어고등학교 졸업
- 중앙대학교 연극영화학과 학사

## 발매 앨범
- 1집 오늘은 말할거야 (1985)
- 2집 난 네가 좋아 (1987)
- 3집 난 그대 원하고 있어 (1988)
- 4집 유리창에 그린 안녕 (1989)
- 달빛가족 OST (1989)
- 5집 KIM SEUNG JIN (1991)
- 6집 `97 김승진 (1997)
- 미카엘 밴드 1집 (2003)
- 7집 무사지심 (2005)
- 미카엘 밴드 디지털 싱글 음반 <눈의 여왕> (2007)
- 1집 싱글 나 혼자서 (2015)
- 나쁜 여자야 (2018)
- 데려가줘요 (2020)

## 가수 외 활동

### 드라마
- KBS 2TV 주말연속극 1989년 《달빛가족》: 김준수 역

### 영화
- 1990년 《잿빛 사랑노트》 - 승세 역
- 2002년 《우리 아버지는 간첩입니다》 - 단역

### CF
- 1987년 삼립식품 삼립 아시나요
- 1989년 이마이크로 고선명 HD펜
- 1990년 동양고무 월드컵 제제
- 1990년 해태제과 부라보 콘
- 1991년 LG전자 금성 미니카세트 아하

### 방송
- 1987년 MBC 《명랑 청백전》
- 1990년 KBS2 《가족오락관》
- 1997년 KBS2 《퍼즐특급》
- 2015년 MBC 《미스터리 음악쇼 복면가왕》 - 어디에서 나타났나 황금박쥐
- 2015년 SBS 《불타는 청춘》
- 2020년 KBS2 《TV는 사랑을 싣고》
- 2020년 TV조선 《신청곡을 불러드립니다 - 사랑의 콜센터》
- 2022년 TV조선 《화요일은 밤이 좋아》
- 2022년 TV조선 《국가가 부른다》
- 2022년 채널A 《오은영의 금쪽 상담소》
- 2023년 KBS1 《TV쇼 진품명품》

## 수상 경력
- 1986년 일간스포츠 골든디스크상
- 1986년 MBC 10대가수상 신인상
- 1986년 KBS 가요대상 10대가수상
- 1987년 중앙일보 우리들의 스타상
- 1987년 중앙일보 신인가수상
- 1990년 백제예술대상 드라마 주제가상

## 같이 보기
- 길용우
- 이범학
- 김민교
- 박혜성
- 김명철
- 김준선
- 손정한
- 배기성